# Lijst van voetbalinterlands Afghanistan - Jordanië (vrouwen)
Deze lijst van voetbalinterlands is een overzicht van alle officiële voetbalinterlands tussen de nationale vrouwenteams van Afghanistan en Jordanië. De landen hebben tot nu toe twee keer tegen elkaar gespeeld. De eerste wedstrijd was op 2 februari 2018 in Amman als vriendschappelijk duel. De laatste confrontatie, ook een vriendschappelijke wedstrijd, was op 5 februari 2018 in Amman.

## Wedstrijden
| № | Plaats | Datum           | Competitie        | Wedstrijd              | Uitslag |
| - | ------ | --------------- | ----------------- | ---------------------- | ------- |
| 1 | Amman  | 2 februari 2018 | Vriendschappelijk | Jordanië − Afghanistan | 5 − 0   |
| 2 | Amman  | 5 februari 2018 | Vriendschappelijk | Jordanië − Afghanistan | 6 − 0   |

## Samenvatting
| Competitie        | Totaal gespeeld | Winst Afghanistan | Gelijk | Winst Jordanië | Doelsaldo Afghanistan – Jordanië |
| ----------------- | --------------- | ----------------- | ------ | -------------- | -------------------------------- |
| Vriendschappelijk | 1               | 0                 | 0      | 1              | 0 − 11                           |
| Totaal            | 1               | 0                 | 0      | 1              | 0 − 11                           |